# André Leysen
Pour les articles homonymes, voir Leysen.
André Leysen (né à Anvers le 11 juin 1927 et mort le 11 juillet 2015) est une personnalité du monde patronal belge, capitaine d’industrie et ancien président de la Fédération des entreprises de Belgique (FEB).
Durant la Seconde Guerre mondiale, il collabore avec les Nazis et intègre les Jeunesses hitlériennes. Dans un ouvrage paru en 1995 — Derrière le miroir. Une jeunesse dans la guerre —, il reconnaîtra s'être fourvoyé et indiquera que cela avait été une erreur de sa part.

## Biographie
Entrepreneur, André Leysen reprend après son mariage en 1952, l'entreprise maritime "Ahlers" de son beau-père, qu'il développe à l'international avant d'ouvrir son capital à Stinnes AG.
Fortune faite, il fonde avec d'autres entrepreneurs flamands le groupe de presse VUM pour sauver le journal De Standaard en faillite. Il fut aussi entre autres CEO d'Agfa-Gevaert et président de la Fédération des entreprises de Belgique (FEB).
Il est le père de Christian et Thomas Leysen.